# Hans Krása

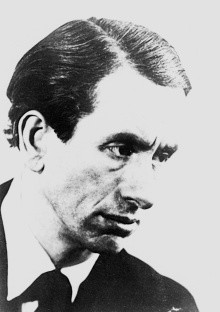
Hans Krása

Hans Krása, född 30 november 1899 i Prag, Österrike-Ungern, död 18 oktober 1944 i Auschwitz-Birkenau, var en tjeckisk kompositör av klassisk musik. Han var under mellankrigstiden framträdande inom Prags musikliv. Krása internerades 1942 i lägergettot Theresienstadt. I Theresienstadt uppfördes hans barnopera Brundibár över 50 gånger. Han deporterades 16 oktober 1944 till Auschwitz och gasades ihjäl två dagar senare.   

## Biografi

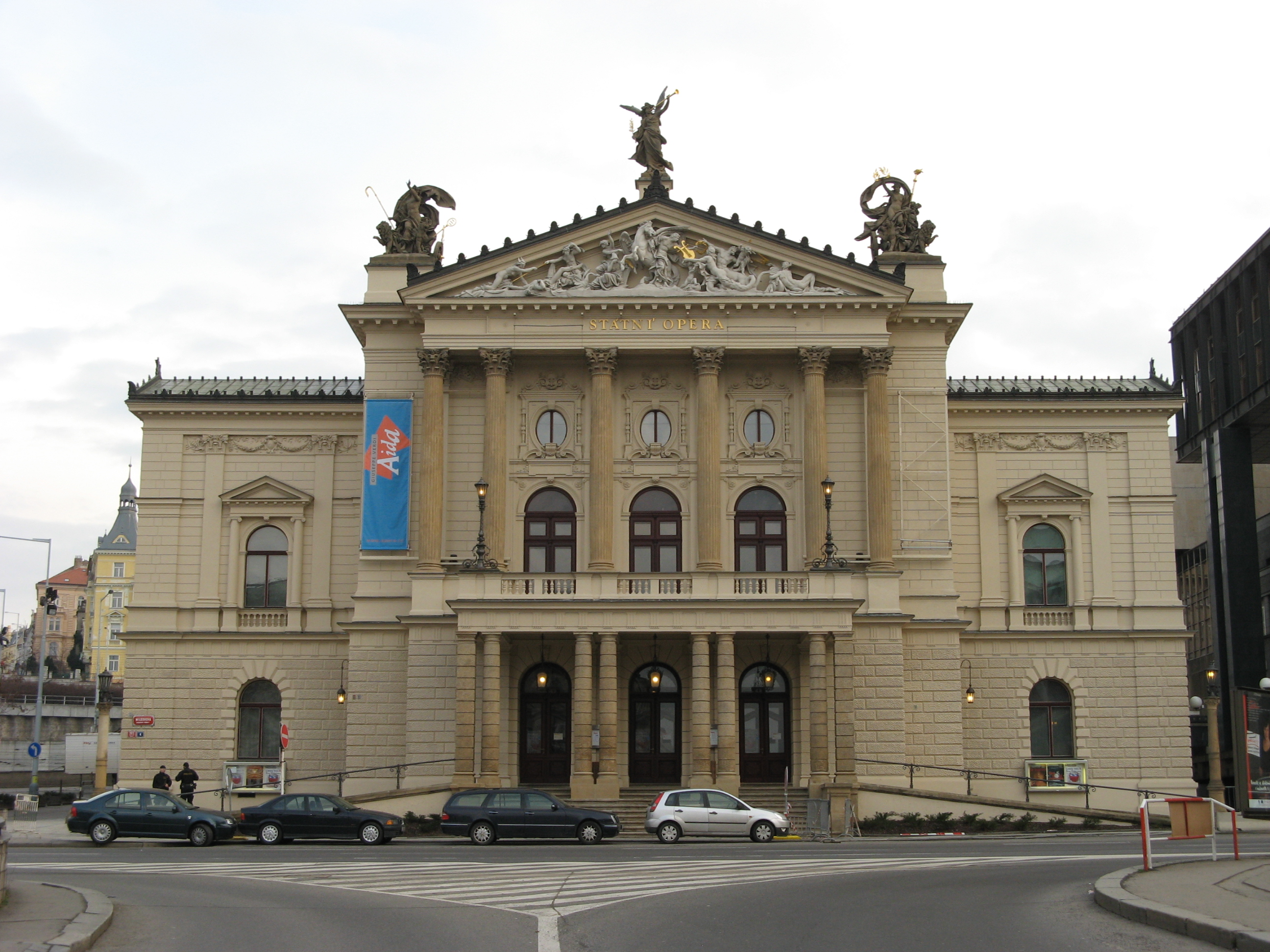
Nya tyska teatern i Prag, idag Statsoperan, där Krása på 1920-talet arbetade som repetitör av operor.

Hans Krásas far var advokat och från en tjeckisk familj, modern kom från en tysk judisk släkt. Familjen var välbärgad och föräldrarna uppmuntrade tidigt hans musikaliska intresse. Fadern hyrde till och med musiker för att framföra sonens tonårskompositioner. 
Krása fick sin grundläggande utbildning vid Prags Tyska musikaliska akademi av Alexander von Zemlinsky. Krásas tidiga kompositioner från 1920-talet visar på inflytande från Mahler, Stravinskij och musikalisk impressionism. Han gjorde ett uppehåll i komponerandet när han blev repetitör vid Prags Nya tyska teater (idag Statsoperan i Prag), samt gjorde ett antal utlandsresor. Krása uppförde ett antal konserter med egna kompositioner i bland annat Chicago och Paris. År 1927 följde han med Zemlinsky till Krolloperan i Berlin men återvände efter en tid till Prag där han levde ett bohemisk liv i stadens intellektuella kretsar.  
Krásas verk från 1930-talet är influerade av samtidens nyskapande kompositörer, bland andra Schönberg och Stravinskij. Hans opera Verlobung im Traum, till exempel, har påverkats av Stravinskijs blandning av olikartade stilistiska element. Krása opera innehåller en slags citat av bland annat Rossini, Verdi och de tyska romantikerna. Operan fick den Tjeckiska statens pris 1933. Andra verk från 1930-talet kan härledas ur hans själsfrändskap med tjeckiska musiker och tjeckiska kompositörer av modern musik. Trots Kásas bruk av moderna disparata stilelement bär alla hans kompositioner på en melodisk kvalitet. 
Hans Krása arresterades av nazisterna 1941 när hans barnopera Brundibár repeterades på ett judiskt barnhem i Prag; han fick aldrig se den färdiga uppsättningen. Han internerades senare i lägergettot Theresienstadt. I gettot uppfördes Brundibár över 50 gånger. Under sina 26 månader i Theresienstadt komponerade han  Drei Lieder für Bariton, Klarinette, Viola und Violoncello, Ouvertüre für kleines Orchester, Tanz für Streichtrio och Passacaglia und Fuge für Streichtrio. Den 16 oktober 1944 deporterades Krása, och även kompositörerna Viktor Ullmann, Pavel Haas och Gideon Klein, till Auschwitz. De gasades ihjäl två dagar senare. 

## Barnoperan Brundibár och Theresienstadt

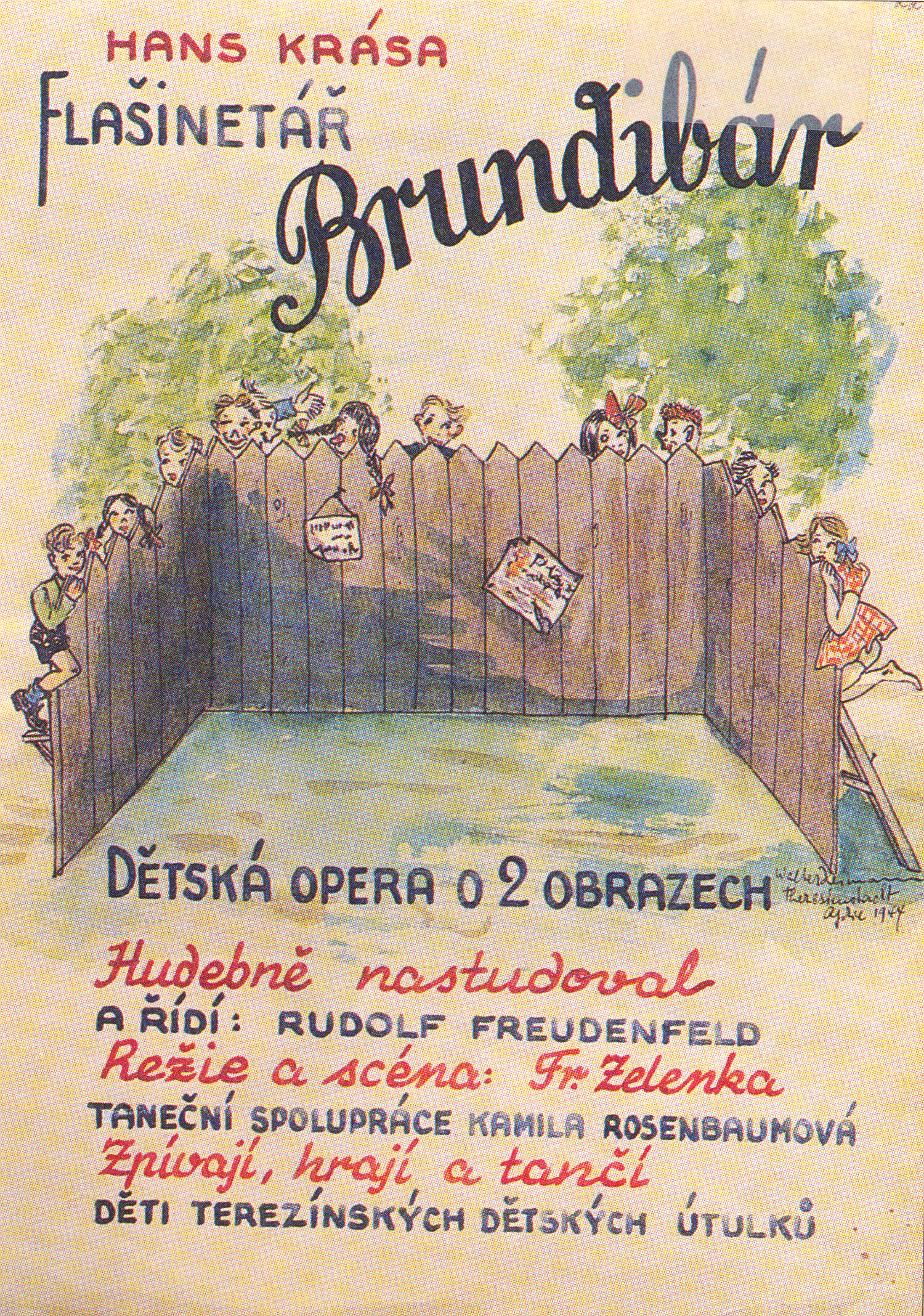
Affisch för Brundibár, "Barnopera i två scenbilder", Theresienstadt 1944.

Hans Krásas barnopera Brundibár är en berättelse om två barn, syskonen Aninka och Pepíček, med en sjuk mamma som måste få mjölk för att bli frisk. De har inga pengar men syskonen beger sig till marknaden i hopp om att få tag i mjölk där. På marknaden får de syn på en positivmusikant, kallad Brundibár (sv:humlan), och inspireras att själv sjunga för att få in lite pengar. Men de blir bortjagade av Brundibár. Tre djur - en sparv, en katt och en hund - och barn i grannskapet kommer då till deras hjälp. Nästa dag överröstar djuren och barnen Brundibár när de sjunger en vacker vaggvisa. Stadsborna blir rörda och ger syskonen pengar, men Brundibár stjäl dem. Djuren och barnen hjälps då åt att leta rätt på pengarna, som de slutligen finner. Operan avslutas med en segersång om hur de vunnit över den onde positivspelaren. 
Brundibár skrevs för en tävling utlyst av Tjeckiska utbildningsministeriet 1938. På grund av den tyska annekteringen i mars 1939 avslutades aldrig tävlingen. År 1941 uppfördes operan två gånger på ett judisk barnhem i Prag. Det skedde i hemlighet eftersom nazisterna förbjudit framföranden av judisk kultur. Under repetitionstiden arresterades Hans Krása och fördes året efter till lägergettot Theresienstadt. I Theresienstadt blev Krása ansvarig för musikaktiviteterna inom gettots avdelning för ”Freizeitgestaltung” (ungefär: Fritidsaktiviteter). Avdelningen inrättades av nazisterna när de insåg propagandavärdet av kulturella aktiviteter i deras ”mönstergetto”. 
Noterna till en pianoversion av Brundibár smugglades in i Theresienstadt och Krása omarbetade och orkestrerade den för de musikaliska resurser som fanns i gettot. Repetitionerna av operan genomfördes med ständiga avbrott på grund av att medverkande barnskådespelare deporterades till koncentrationsläger i öst och ersattes av nyanlända barn. Efter två månaders repetition hade operan premiär i en sal i de så kallade Magdeburgkasernerna den 25 september 1943. Operan spelades i stort sett en gång i veckan fram till hösten 1944 då stora deportationer från Theresienstadt till koncentrations- och förintelseläger i öst genomfördes. 
Operan skrevs innan den tyska ockupationen, men nu, 1943, kunde Bundibár lätt förstås som en allegori om Hitler. Operan framfördes på tjeckiska och spelades utan invändningar från tyskarnas sida. När Röda Korset besökte gettot i juni 1944 flyttades operaföreställningen av SS till en större och finare lokal utanför gettot och scenografen gavs mer resurser för att förbättra kulisser och kostymer. Operans slutscen ingår även i den tyska propagandafilmen Theresienstadt - Ein Dokumentarfilm aus dem jüdischen Siedlungsgebiet (En dokumentärfilm om det judiska bostadsområdet) från samma år.

## Inspelningar & uppsättningar av Krásas verk

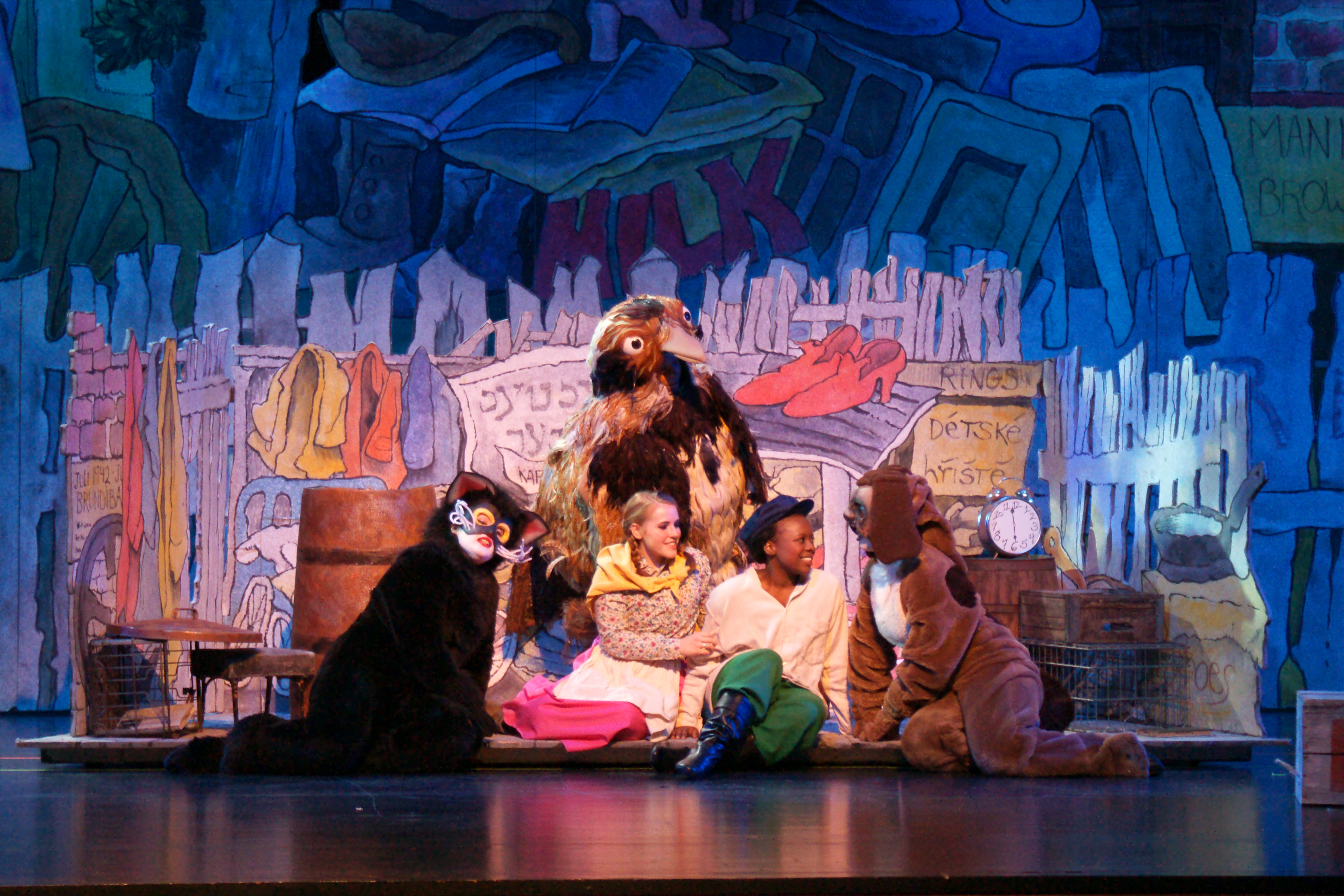
Opera Theater of Pittsburghs uppsättning av Brundibár 2010.

Flera uppsättningar av barnoperan Brundibár har gjorts från 1960-talet och fram till idag. I början av 2015 sattes den upp i Sverige på Göteborgsoperan, säsongen 2009/10 spelades den på Opera Theater of Pittsburgh, USA, för att nämna ett par uppsättningar från senare år. 
Det finns ett flertal inspelningar av Brundibár, bland annat Seattlebaserade Music of  Remembrances inspelning från 2006 utgiven på Naxos och engelska The Nash Ensembles CD från 2013 utgiven på Hyperion.
Den prisbelönta operan Verlobung im Traum från 1933 spelades in av Decca 1998 med Deutsches Symphonie-Orchester Berlin samt solister och kör. Dirigenter var Vladimir Asjkenazi och Lothar Zagrosek.
Verk av Hans Krása ingår även i ett antal samlingsalbum med musik från Theresienstadt, som till exempel Forbidden, Not forgotten (Surpressed music from 1938-1945), en box med 3 CD utgiven av tyska Hommage 2003, och Anne Sofie von Otters album Terezín/Theresienstadt, Deutsche Grammophon 2007.

## Verk i urval
- Operor
  - Verlobung im Traum, 1928-1930, efter Dostojevskijs novell Onkelns dröm
  - Brundibár, barnopera med libretto av Adolf Hoffmeister (två versioner: Prag 1938, Theresienstadt 1943)

- Körverk
  - Die Erde ist des Herrn, Kantat för solo, kör och orkester, 1931

- Verk för vokalsolister
  - Vier Orchesterlieder, efter texter ur Christian Morgensterns Galgenliedern op. 1, 1920
  - Fünf Lieder, op. 4 för röst och piano, 1926 
    - Ihr Mädchen seid wie die Gärten, Rainer Maria Rilke
    - An die Brüder, lettisk folksång
    - Mach, daß etwas uns geschieht!, Rainer Maria Rilke
    - Die Liebe, Gaius Valerius Catullus
    - Vice versa, Christian Morgenstern

  - Der Schläfer im Tal, för röst och kammarorkester, före 1925
  - Drei Lieder für Bariton, Klarinette, Viola und Violoncello, 1943

- Orchesterverk
  - Symphonie für kleines Orchester, 1923
  - Ouvertüre für kleines Orchester, 1943/44

- Kammarmusik
  - Streichquartett, 1921
  - Thema mit Variationen für Streichquartett, 1935/36
  - Kammermusik für Cembalo und 7 Instrumente (4 klarinetter samt saxofon, och trumpet, violoncell, kontrabas), 1936
  - Tanz für Streichtrio, 1943
  - Passacaglia und Fuge für Streichtrio, 1944

- Scenmusik
  - Mládí ve hře av Adolf Hoffmeister, 1934/35